# Сульфат натрия
Сульфат натрия, сернокислый натрий, Na2SO4 — натриевая соль серной кислоты. Это бесцветные кристаллы, хорошо растворяющиеся в воде, образует кристаллогидраты, самый известный из них — декагидрат, получивший традиционное название — «глауберова соль». Обладает низкой токсичностью. Относится к классу средних солей. 

## Свойства
Бесцветные кристаллы. Безводный Na2SO4 устойчив выше температуры 32,384 °C, ниже этой температуры в присутствии воды образуется кристаллогидрат Na2SO4·10H2O.
- При высоких температурах восстанавливается до сульфида натрия методом карботермии (нагреванием с углем):
{\displaystyle {\ce {Na2SO4 + 2 C -> Na2S + 2 CO2 ^}}}
- Раствор сульфата натрия реагирует с растворами солей бария (например, BaCl2), образуя нерастворимый сульфат бария:
{\displaystyle {\ce {BaCl2 + Na2SO4 -> BaSO4 v + 2 NaCl}}}
- Реакция соды с серной кислотой
- 2NaHCO3 + H2SO4 -> Na2SO4 + 2H2O + 2CO2

## Нахождение в природе
В природе безводный сульфат натрия встречается в виде минерала тенардита. Кристаллогидрат Na2SO4·10H2O образует минерал мирабилит (глауберову соль). Встречаются также двойные соли сульфата натрия с другими сульфатами, например астраханит Na2SO4·MgSO4·4H2O, глауберит Na2SO4·CaSO4. Значительные количества сульфата натрия содержатся в рапе и донных отложениях солёных озёр хлорид-сульфатного типа и заливе Кара-Богаз-Гол. В них при понижении температуры идёт реакция:
2NaCl + MgSO4 ⇆ MgCl2 + Na2SO4
В России крупнейшим производителем природного сульфата натрия является компания ПАО «Кучуксульфат» — 600 тыс. тонн в год.

## Получение
Промышленный способ получения сульфата натрия — взаимодействие NaCl с H2SO4 в специальных «сульфатных» печах при 500—550 °C; одновременно получается хлороводород.
{\displaystyle {\ce {2 NaCl + H2SO4 -> Na2SO4 + 2 HCl}}}
В настоящее время такой способ практически не используется, так как имеются достаточно большие запасы природного сырья.
Также сульфат натрия получается как отход (не имеющий запаха) в производстве хромпика.

## Применение
В мире большое количество сульфата натрия использовались ранее при производстве синтетических моющих средств, однако во многих странах в последние годы произошёл переход на концентрированные (компактные) стиральные порошки, в которых сульфат либо не используется, либо используется в небольших количествах. В России производители стиральных порошков закупают более 300 тысяч тонн сульфата натрия.
Второе по количеству применение сульфата натрия — стекольное производство. Также это вещество используют в больших объёмах при получении целлюлозы сульфатным методом, а также в текстильной, кожевенной промышленности и в цветной металлургии.
В небольших количествах сульфат натрия находит применение в химических лабораториях — в качестве обезвоживающего средства. Несмотря на то, что он обезвоживает органические растворители медленнее, чем сульфат магния, многие предпочитают именно это средство по двум причинам: дешевизна и легкость фильтрации.
В ещё меньших количествах ранее использовался в медицине и ветеринарии в качестве солевого слабительного средства и как компонент в средствах для промывания носа.
Водные растворы сульфата натрия используются для лечения отравления растворимыми солями бария.
Зарегистрирован в качестве пищевой добавки E514.
Регулятор кислотности, используется как буферная добавка поддерживающая pH на определённом уровне.

## Физиологическое действие и указания по технике безопасности
Сульфат натрия Na2SO4 пожаро- и взрывобезопасен. По степени воздействия на организм человека натрий сернокислый относится к IV классу опасности (малоопасные вещества) согласно ГОСТ 12.1.007-76. По токсикологии NFPA 704 сульфату натрия присвоена низшая токсичность.